# Règle des tiers

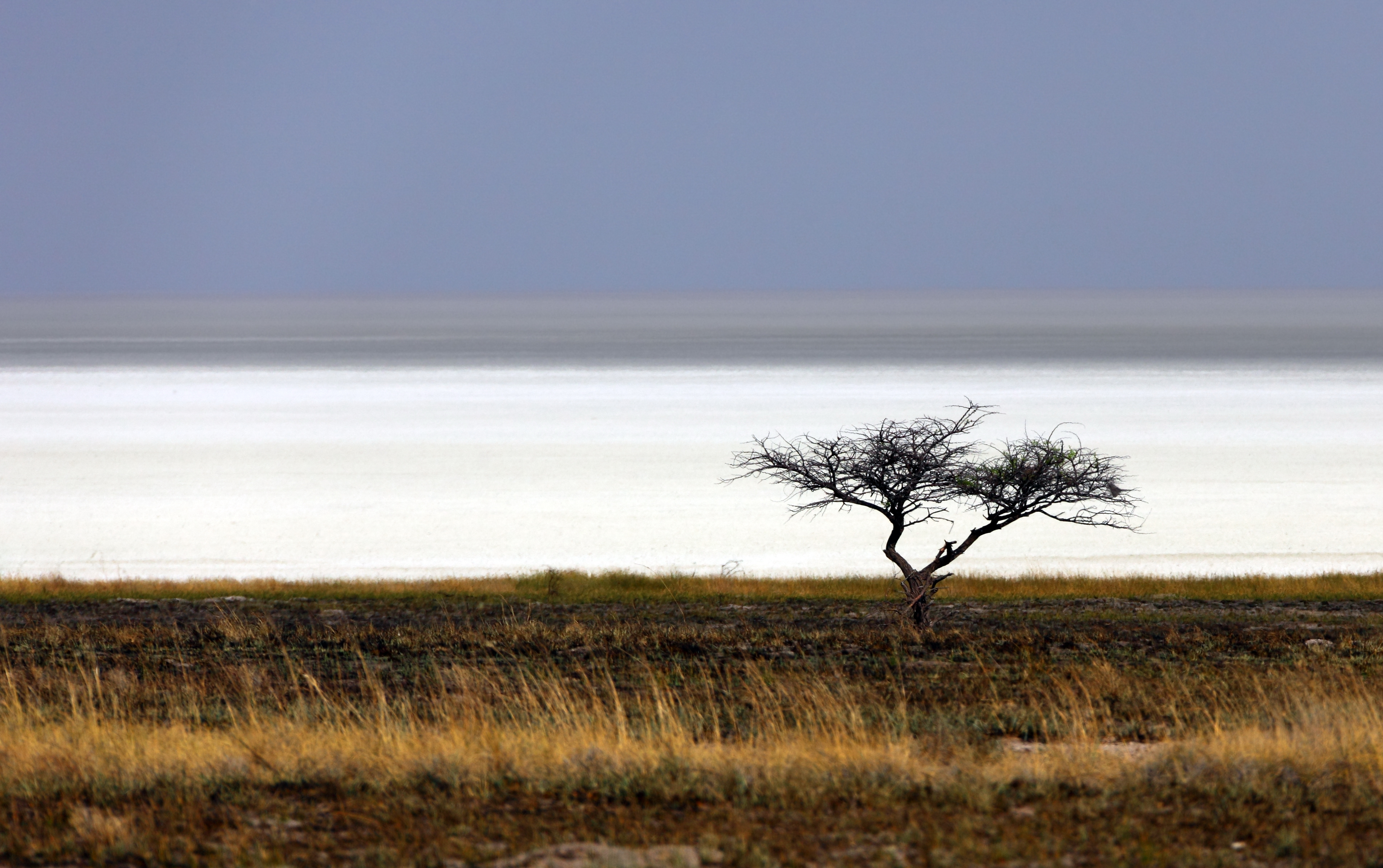
Un exemple de la règle dans un format paysage.

Photographie illustrant les principes de la règle des tiers dans un format inhabituel en peinture, le format carré.

La règle des tiers (à ne pas confondre avec la règle de trois) est une aide de composition picturale s'appliquant dans la composition des images telles que les peintures, photographies et dessins.
La « règle » propose que l'image soit imaginée comme divisée en neuf parties égales par deux lignes horizontales équidistantes et deux lignes verticales équidistantes (les lignes de tiers), les éléments importants de la composition devant être placés le long de ces lignes ou de leurs intersections (points forts).
La photo de droite montre l'application de la règle des tiers. L'horizon se situe sur l'une de ces lignes séparant le tiers inférieur de la photo des deux tiers supérieurs. L'arbre se trouve à l'intersection de la ligne de tiers horizontale inférieure et de la ligne de tiers verticale de droite. Par exemple, la partie la plus brillante du ciel près de l'horizon ne tombe pas directement sur l'une des lignes, mais tombe près de l'intersection assez proche de deux des lignes, pour profiter de la règle.

## Utilisation
La règle des tiers est appliquée par l'alignement d'un objet avec les lignes de force et leurs points d'intersection ou le placement de l'horizon sur la ligne horizontale de tiers supérieure ou inférieure. La raison principale pour observer la règle des tiers est de décourager le placement du sujet au centre et de proposer des solutions d'organisation de l'image plus nombreuses et complexes.

Une image rognée sans et avec la règle des tiers

### Position du sujet dans l'image
Lorsqu'on photographie ou lorsqu'on filme les gens, il est courant d'aligner le corps sur une ligne verticale et ses yeux sur une ligne horizontale. Si on filme un sujet en mouvement, on suit souvent ce même modèle. Le corps va ainsi diviser l'image en deux parties : une partie occupant les 1/3 de l'image et l'autre les 2/3. Dans le cas où le sujet ne regarde pas directement l'objectif ou qu'il est en mouvement, alors l'usage le plus courant est de laisser l'espace le plus grand (les 2/3 de l'image en l'occurrence) devant le sujet. C'est-à-dire dans la direction du regard et/ou de son mouvement.

## Histoire
La règle des tiers a été décrite par John Thomas Smith en 1797. Dans son livre Remarks on Rural Scenery, il cite une œuvre de 1783 du portraitiste Joshua Reynolds, dans laquelle il explique, en termes non quantifiés, l'équilibre de l'obscurité et de la lumière dans un tableau. Smith poursuit ensuite par une extension de l'idée. Pourtant il expose dans son ouvrage un doute, il dit en effet : "à supposer que cela en soi une". C'est en fait plus un principe, un guide, une méthode qu'une règle au sens strict. 
C'est d'abord une passion du graveur anglais John Thomas Smith qui a régi son intérêt pour la composition. Ce dernier, effectivement, s'appuyait sur une gravure mezzotinte intitulée La Sainte Famille ou Le Berceau. Cette gravure, faussement attribuée à Rembrandt mais en réalité réalisée par Jonathan Richardson Junior, entre 1742 et 1765, représente deux femmes qui veillent sur un bébé. Respectant le thème artistique de Sainte Anne trinitaire, qui associe la grand-mère Anne, la mère Marie et l'Enfant Jésus, Jonathan Richardson Junior suit les traces de Rembrandt en privilégiant le clair-obscur. La règle des tiers, à l'origine, établie par John Thomas Smith, ne s'appuie pas comme aujourd'hui sur des lignes de forces mais en effet sur  une proportion d'ombre et de lumière.
En 1845, dans son livre Chromatics, George Field note que Joshua Reynolds donne un rapport en règle de la proportion de couleurs chaudes ou froides dans un tableau, et attribue à Smith l'expansion de cette règle à toutes les proportions de la peinture.

## Lien avec le nombre d'or
(août 2015).

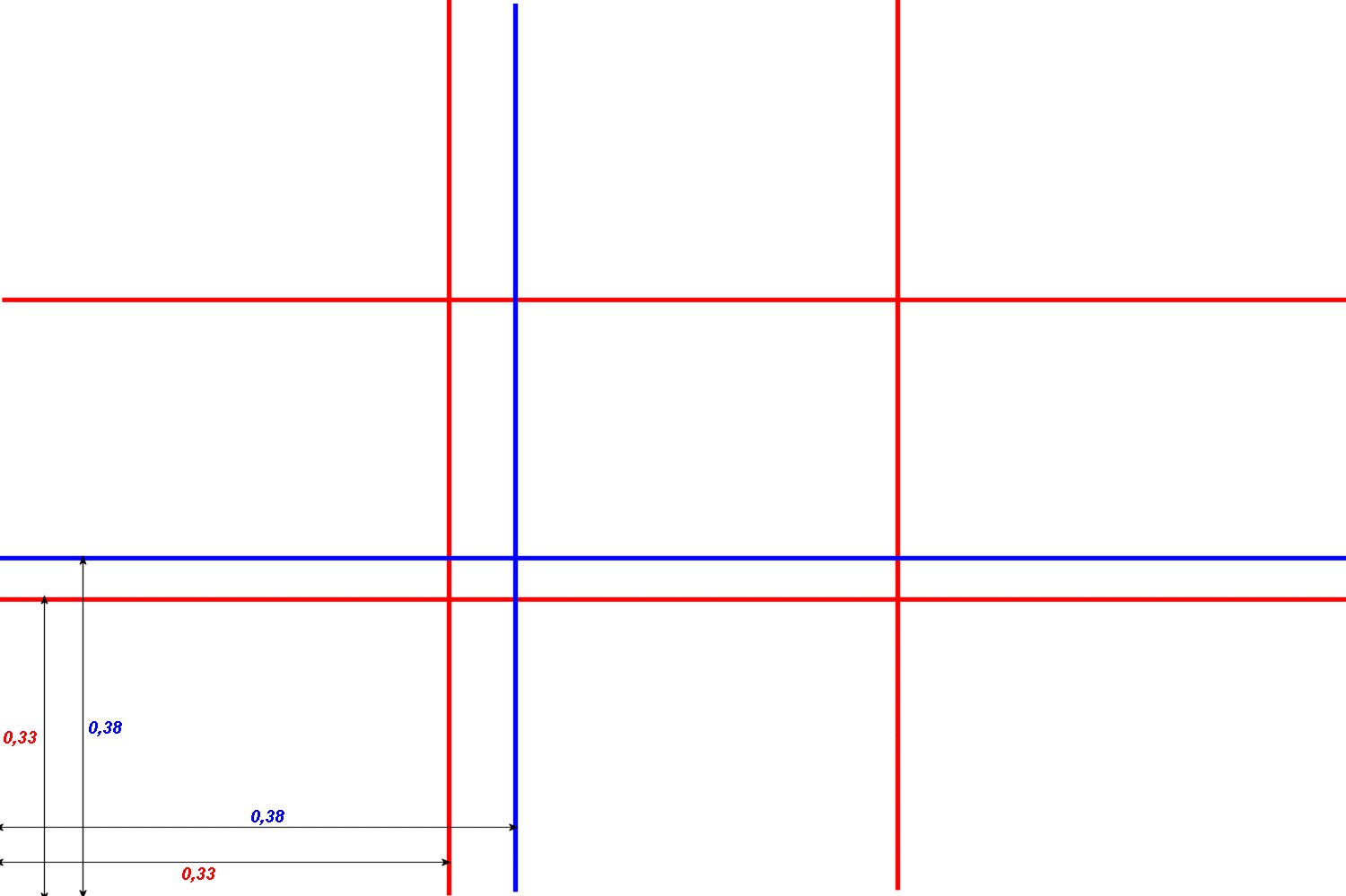
Proximité du tiers et du nombre d'or.

Une des explications avancées pour ce rapport d'un tiers est sa proximité avec le nombre d'or.
- La règle du tiers revient à fixer la position théorique d'un élément aux 2/3 de la longueur d'un côté, c'est-à-dire à ±66 % de la longueur du bord.
- De son côté, la divine proportion ou nombre d'or reviendrait à positionner cet élément à approximativement  ±62 % de la longueur du bord.

La différence entre ces deux positions n'est que de ±4 % de la longueur du bord, ce qui n'est pas un écart très significatif, compte tenu des nécessaires approximations des cadrages réels et de l'épaisseur du sujet positionné.

## Particularité

### Point d'intersection
Les photographes et les peintres utilisent souvent les quatre points d'intersection des 4 lignes de tiers — également appelés points de force — pour la mise en place de la composition et créer une image équilibrée et esthétique.
A contrario, un élément qui porte peu de sens situé à l'un de ces points peut perturber la lecture de l'image.

### Loi sur l'horizon
Une interprétation de la règle des tiers s'applique à l'horizon lorsqu'on travaille avec des paysages. On peut placer l'horizon sur la ligne du bas (au tiers de la hauteur) pour donner la priorité au ciel, et sur la ligne du haut (aux deux tiers de l'image) pour donner la priorité à la terre. Cette règle s'applique aussi bien aux photographies horizontales que verticales.

## Critiques concernant la règle des tiers
L'application de la règle des tiers et plus particulièrement le fait de positionner le sujet sur un des points de force (points d'intersection des lignes de force) conduit souvent à des images déséquilibrées. La règle toute simple consistant à centrer le sujet, au moins horizontalement, donne souvent de meilleurs résultats.
C'est particulièrement vrai dans le cas d'un portrait : on placera les yeux sur la ligne de tiers supérieur mais il n'y a pas de raison d'ajouter un décentrage horizontal du sujet. De même dans le cas d'un paysage, lorsque le sujet n'est pas équilibré par autre chose, il n'y a aucune raison de le décentrer horizontalement.